# Đơn vị bầu cử Maribyrnong
Đơn vị bầu cử Maribyrnong là một khu vực bầu cử hạ viện thuộc tiểu bang Victoria, Úc. Khu vực này toạ lạc tại vùng nội thành phía tây bắc thành phố Melbourne. Ranh giới của nó bao trùm lên các vùng Aberfeldie, Airport West, Avondale Heights, Braybrook, Essendon, Kealba, Keilor East, Maribyrnong, Moonee Ponds, Niddrie, St Albans và Sunshine North, là nơi có nhiều người Việt sinh sống. Ban đầu khu vực này chỉ bao gồm các vùng Footscray và North Melbourne, nhưng sau nhiều lần điều chỉnh, ranh giới của khu vực này đã mở rộng ra gấp nhiều lần và lùi dần về phía tây. Theo thống kê dân số năm 2011, khu vực Maribyrnong có tỷ lệ người Công giáo nhiều nhất trong tất cả các hạt bầu cử liên bang trên toàn quốc, với 41,6% dân cư theo đạo này.
Đơn vị bầu cử này được xác lập ngày 13 tháng 7 năm 1906 trước cuộc tổng tuyển cử cùng năm. Tên gọi của khu vực này được đặt theo dòng sông Maribyrnong chảy qua địa giới của vùng. Từ nhiều thập niên trở lại đây, đây vẫn là địa bàn truyền thống của đảng Lao động.
Dân biểu đại diện cho khu vực này kể từ cuộc bầu cử năm 2007 là Bill Shorten, cựu Thư ký Toàn quốc Liên đoàn Lao động Australia và Lãnh tụ đối lập trong Quốc hội.

## Danh sách dân biểu
| Dân biểu | Dân biểu         | Đảng               | Nhiệm kỳ  |
| -------- | ---------------- | ------------------ | --------- |
|          | Samuel Mauger    | Protectionist      | 1906–1909 |
|          | Samuel Mauger    | Tự do Liên bang    | 1909–1910 |
|          | James Fenton     | Lao động           | 1910–1931 |
|          | James Fenton     | Nước Úc Thống nhất | 1931–1934 |
|          | Arthur Drakeford | Lao động           | 1934–1955 |
|          | Philip Stokes    | Tự do              | 1955–1969 |
|          | Moss Cass        | Lao động           | 1969–1983 |
|          | Alan Griffiths   | Lao động           | 1983–1996 |
|          | Bob Sercombe     | Lao động           | 1996–2007 |
|          | Bill Shorten     | Lao động           | 2007–nay  |

## Kết quả bầu cử
| Bầu cử liên bang Úc năm 2013: Maribyrnong | Bầu cử liên bang Úc năm 2013: Maribyrnong | Bầu cử liên bang Úc năm 2013: Maribyrnong | Bầu cử liên bang Úc năm 2013: Maribyrnong | Bầu cử liên bang Úc năm 2013: Maribyrnong | Bầu cử liên bang Úc năm 2013: Maribyrnong |
| Đảng                                      | Đảng                                      | Ứng cử viên                               | Số phiếu                                  | %                                         | ±                                         |
| ----------------------------------------- | ----------------------------------------- | ----------------------------------------- | ----------------------------------------- | ----------------------------------------- | ----------------------------------------- |
|                                           | Lao động                                  | Bill Shorten                              | 43,162                                    | 47.90                                     | −7.67                                     |
|                                           | Tự do                                     | Ted Hatzakortzian                         | 29,767                                    | 33.03                                     | +4.44                                     |
|                                           | Xanh                                      | Richard Keech                             | 8,920                                     | 9.90                                      | −2.01                                     |
|                                           | Đảng Palmer United                        | Philip Cutler                             | 2,470                                     | 2.74                                      | +2.74                                     |
|                                           | Đảng Tình dục                             | Amy Myers                                 | 2,313                                     | 2.57                                      | +2.57                                     |
|                                           | Lao động Dân chủ                          | Marguerita Kavanagh                       | 1,258                                     | 1.40                                      | +1.40                                     |
|                                           | Gia đình                                  | Hayleigh Carlson                          | 944                                       | 1.05                                      | −1.81                                     |
|                                           | Thiên chúa giáo Úc                        | Joe Paterno                               | 888                                       | 0.99                                      | +0.99                                     |
|                                           | Rise Up                                   | Jeff Truscott                             | 395                                       | 0.44                                      | +0.44                                     |
| Phiếu hợp lệ                              | Phiếu hợp lệ                              | Phiếu hợp lệ                              | 90,117                                    | 93.82                                     | −0.56                                     |
| Phiếu không hợp lệ                        | Phiếu không hợp lệ                        | Phiếu không hợp lệ                        | 5,940                                     | 6.18                                      | +0.56                                     |
| Tổng số phiếu                             | Tổng số phiếu                             | Tổng số phiếu                             | 96,057                                    | 91.56                                     | −0.08                                     |
| Tính phiếu tương nhượng                   |                                           |                                           |                                           |                                           |                                           |
|                                           | Lao động                                  | Bill Shorten                              | 55,320                                    | 61.39                                     | −6.10                                     |
|                                           | Tự do                                     | Ted Hatzakortzian                         | 34,797                                    | 38.61                                     | +6.10                                     |
|                                           | Lao động giữ ghế                          | Lao động giữ ghế                          | Thay đổi                                  | −6.10                                     |                                           |